# Das Erste Semester
Pour plus de détails, voir Fiche technique et Distribution.
Das Erste Semester est un film allemand d'Uwe Boll sorti en 1997.

## Synopsis
Un jeune étudiant est promis à une fortune à condition qu'il puisse passer son premier semestre et de trouver une petite amie régulière. Cependant son beau-père complote d'autres plans.

## Fiche technique
- Titre original : Dar Erste semester
- Titre anglais : The First Semester
- Réalisation : Uwe Boll
- Scénario : Uwe Boll, Detlef Brzostek et Michael Stehr
- Production : Uwe Boll
- Musique : Manfred Bell
- Photographie : Michael Eckes
- Montage : Yvonne Oberhäuser
- Décors : Birgit Esser
- Genre : Comédie
- Durée : 95 minutes
- Pays d'origine :  Allemagne
- Format : Couleurs - 2,35:1 - DTS / Dolby Digital - 35 mm
- Sortie : 17 avril 1997 en Allemagne[1]
- interdit aux moins de 10 ans

## Distribution
- Christian Kahrmann : Andreas
- Yutah Lorenz : Marlis
- Radost Bokel : Lea
- Alexander Schottky : Dietmar
- Hasso Degner
- Tana Schanzara : Frau Buchenhecker
- Willi Thomczyk : Stiefvater Rolf
- Vita Kowala
- Michael Rasmussen
- Horst Scheel
- Helmut Everke
- Hilmi Sözer
- Ralph Morgenstern
- Sonja Kerskes
- Katy Karrenbauer